# Brachymeria polynesialis
Brachymeria polynesialis är en stekelart som först beskrevs av Cameron 1881.  Brachymeria polynesialis ingår i släktet Brachymeria och familjen bredlårsteklar. Inga underarter finns listade.